# Sceloenopla bimaculaticollis
Sceloenopla bimaculaticollis es una especie de insecto coleóptero de la familia Chrysomelidae. Fue descrita científicamente en 1948 por Pic.